# Nereth
Nereth est un hameau de la commune francophone belge de Baelen, situé en Région wallonne dans la province de Liège.
Avant la fusion des communes en 1977, Nereth faisait déjà partie de la commune de Baelen.

## Situation
Dans un environnement de prairies et de vergers bordés de haies, Nereth est un hameau paisible se situant entre les localités de Welkenraedt, Eupen et Baelen. Le hameau se trouve à proximité de la sortie n° 38 de l'autoroute E40 et du parc d'activités économiques d'Eupen (East Belgium Park).

## Histoire et patrimoine
La localité s'est successivement orthographiée Nederode, Nederoot, Neret mais aussi Ruynschenberg ou Rauschenberg en allemand. En 1469, on comptabilisait 25 maisons.
Hameau ancien, Nereth compte de nombreuses constructions de caractère comme le château-ferme de Nereth repris sur la liste du patrimoine immobilier classé de Baelen depuis 1992. La propriété foncière appartenait au début du XIVe siècle à Arnold van Nederrode, celui-ci cède la propriété en 1350 à son fils Maes van Nederrott. D'autres très anciennes habitations comme la fermette Op et Träpgen détruite en 2012 ont disparu du paysage local.